# MobLand
MobLand es una serie de televisión británica de drama criminal creada por Ronan Bennett para Paramount+. La serie está protagonizada por Tom Hardy como Harry Da Souza, un solucionador de problemas para la familia criminal Harrigan liderada por Conrad (Pierce Brosnan) y Maeve Harrigan (Helen Mirren), mientras que Paddy Considine también interpreta a Kevin Harrigan, hijo de Conrad y Maeve, y compañero de trabajo de Harry desde hace mucho tiempo.
La serie se estrenó el 30 de marzo de 2025 y los episodios se lanzaron semanalmente hasta el 1 de junio de 2025. Guy Ritchie, Anthony Byrne, Daniel Syrkin y Lawrence Gough actúan como directores. Bennett escribió los diez episodios junto a Jez Butterworth. En junio de 2025, la serie fue renovada para una segunda temporada.

## Trama
Los Harrigan, una familia criminal londinense, se ven envueltos en una batalla contra los Stevenson que podría acabar con los sindicatos y con sus vidas. Harry Da Souza es un astuto y formidable mediador contratado por la familia Harrigan para gestionar y mitigar el creciente conflicto que amenaza su imperio. A medida que las tensiones entre las familias se intensifican, Harry recibe la misión de proteger los intereses de los Harrigan y evitar una guerra de bandas a gran escala.

## Reparto

### Protagonistas
- Tom Hardy es Harry Da Souza, el solucionador de problemas de la familia Harrigan.
- Pierce Brosnan es Conrad Harrigan, el patriarca de la familia Harrigan.
- Helen Mirren es Maeve Harrigan, la matriarca de la familia Harrigan.
- Paddy Considine como Kevin Harrigan, el segundo hijo de Conrad y Maeve.
- Joanne Froggatt es Jan Da Souza, la esposa de Harry.
- Lara Pulver es Isabella "Bella" Harrigan, la esposa de Kevin.
- Anson Boon es Eddie Harrigan, el nieto de Conrad e hijo de Kevin.
- Mandeep Dhillon es Seraphina Harrigan, la hija bastarda de los Conrad.
- Daniel Betts es Brendan Harrigan, el hijo mayor de Conrad y Maeve.
- Geoff Bell es Richie Stevenson, el patriarca de los Stevenson, familia opuesta a los Harrigan.
- Lisa Dwan es O'Hara Delaney, la abogada de la familia Harrigan.
- Jordi Mollà como Jaime López, líder del cártel mexicano.
- Toby Jones es Colin Tattersall, inspector retirado encargado de investigar a los Harrigan.

### Recurrentes
- Jasmine Jobson es Zosia,
- Antonio González Guerrero es Kiko
- Janet McTeer es Kat McAllister
- Emily Barber es Nikki Barnes / Alice
- Emmett J. Scanlan es Paul O'Donnell
- Peter Ferdinando es Valjon
- Dritan Kastrati es Charlie Sweet
- Arnold Oceng es Olie Donker
- Bradley Turner es Freddie Shaw
- Teddie Allen es Gina Da Souza
- Luke Mably es DS Ivan Fisk
- Gemma Knight Jones es DC Yvonne Mukasa
- Grégoire Colin es Antoine Arloud,
- Steven Pacey es Lord Pennock
- Nigel Lindsay es Alan Rusby
- Alex Fine es Donnie

| Personaje          | Actor           | Temporada   | Temporada   |
| Personaje          | Actor           | 1           | 2           |
| Principales        | Principales     | Principales | Principales |
| ------------------ | --------------- | ----------- | ----------- |
| Harry da Souza     | Tom Hardy       | Principal   | Principal   |
| Conrad Harrigan    | Pierce Brosnan  | Principal   | Principal   |
| Maeve Harrigan     | Helen Mirren    | Principal   | Principal   |
| Kevin Harrigan     | Paddy Considine | Principal   | Principal   |
| Jan Da Souza       | Joanne Froggatt | Principal   | Principal   |
| Bella Harrigan     | Lara Pulver     | Principal   | Principal   |
| Eddie Harrigan     | Anson Boom      | Principal   | Principal   |
| Seraphina Harrigan | Mandeep Dhillon | Principal   | Principal   |
| Brendan Harrigan   | Daniel Betts    | Principal   |             |
| Ritchie Stivenson  | Geoff Bell      | Principal   |             |
| O'Hara Delaney     | Lisa Dwan       | Principal   |             |
| Jaime López        | Jordi Mollá     | Principal   | Principal   |
| Colin Tattersall   | Toby Jones      | Principal   | Principal   |

## Recepción
En el agregador de reseñas Rotten Tomatoes, MobLand ha recibido un 75% de críticas positivas basada en la opinión de 44 criticos." Metacritic, le ha asignado una puntuación de 59 de 100, basada en 16 críticas.